# Geschiedenis van Singapore
De geschiedenis van Singapore bestrekt de periode van de prehistorie tot de moderne tijd.

## Vroege geschiedenis
De beschreven geschiedenis van Singapore gaat op zijn minst terug tot de 13e eeuw. In die tijd stond het onder de naam Temasek ("stad van de zee") bekend als een haven en versterkte stad. Het was een onderdeel van het Srivijaya-rijk. De Maleise historische geschriften (de Sejarah Melayu, of Maleise annalen) beschrijven de oude plaats. Archeologisch onderzoek heeft aangetoond dat het oude Singapore een handelscentrum van enig belang was.
Na de val van het Srivijaya-rijk werd Temasek geclaimd door verschillende regionale machten. Het Thaise koninkrijk Ayutthaya probeerde zelfs de stad te onderwerpen, maar de invasie werd afgeslagen. Rond het begin van de 14e eeuw werd Temasek hernoemd in Singapura, waarvan men dacht dat het Leeuwenstad betekent in het Sanskriet.
Volgens de legende zag koning Parameswara van Srivijaya een beest uit de zee dat op een leeuw zou lijken, en sindsdien zou de plaats Temasek zijn omgedoopt in "Singapura". De omgeving herbergde echter geen leeuwen, en als alternatieve verklaring wordt wel gezegd dat de naam niet van singa ("leeuw") zou zijn afgeleid maar van sing (Sanskriet voor "steen"). Dat zou betekenen dat de naam "rotsachtig gebied" betekent, en dan zou de verklaring "leeuwenstad" een geval van volksetymologie zijn.

## Engelse overheersing
In 1819 kreeg het Verenigd Koninkrijk het recht een handelspost op het eiland te vestigen. De Engelsman Sir Thomas Raffles stichtte een handelspost en legde daarmee de basis van het huidige Singapore. In 1824 leidde een nieuw verdrag ertoe dat het eiland onderdeel ging uitmaken van het Britse Rijk. Dankzij zijn ligging aan de zuidpunt van het schiereiland Malakka was het een strategische uitvalsbasis voor de Britten om handel in Zuid- en Oost-Azië te drijven. In 1829 kwam Fort Fullerton gereed aan de monding van de rivier. Het fort had als taak de haven te beschermen tegen aanvallen over zee. Twaalf jaar later kreeg het de status van regionale hoofdstad. In 1860 telde het 80.000 inwoners, ten tijde van de komst van Raffles waren het er niet meer dan zo’n 1000. Tegen het einde van de 19e eeuw was Singapore een belangrijke handelsplaats voor rubber.
De Eerste Wereldoorlog had geen directe gevolgen voor Singapore, al besloten de Britten korte tijd na het conflict een marinehaven aan te leggen. De bouw begon in 1921, maar het bouwtempo lag laag en pas rond 1938 was de basis gereed. De haven werd goed beschermd door zware kanonnen op het land en de luchtmachtbasis Tengah. Het ontbrak de Britten aan voldoende geld om een vloot uit te rusten en in een crisis zou een deel van de vloot in Britse wateren naar het Verre Oosten varen voor de verdediging. In de Tweede Wereldoorlog werd Singapore bezet door de Japanners.

## Britse capitulatie in 1942

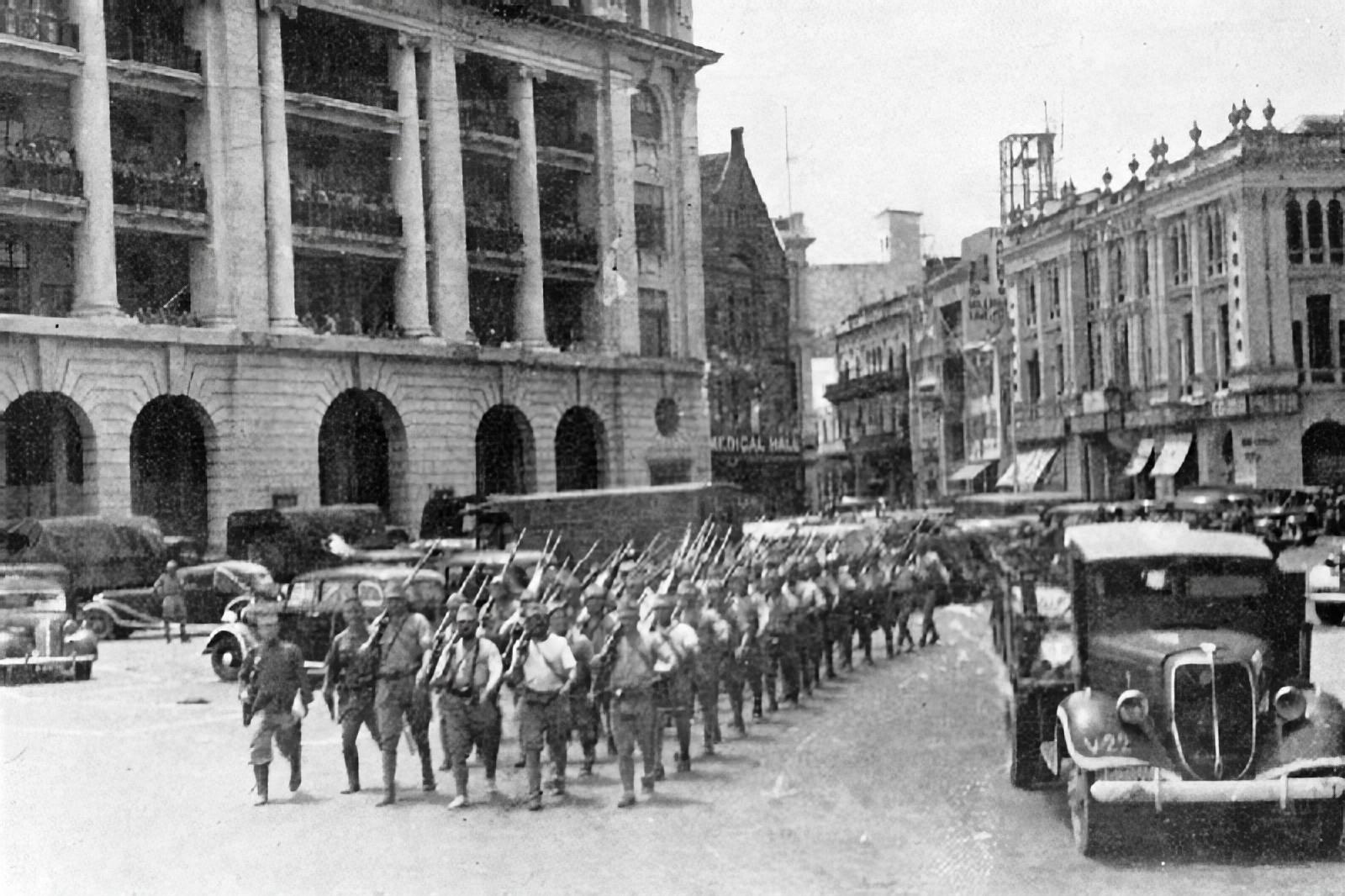
Intocht van Japanse troepen na de Britse capitulatie in 1942

Singapore, het belangrijkste Britse marinesteunpunt in de hele regio, had de reputatie "schier onneembaar" te zijn. In werkelijkheid slaagden de Japanners er echter met gemak in om de stad te veroveren. Aan de zeezijde was deze met krachtige artilleriebatterijen verdedigd, maar aan de kant van de smalle waterweg die het eiland van het vasteland scheidde was er van serieuze verdedigingswerken geen sprake. De Japanners, die door spionnen de situatie goed kenden, vielen het eiland daarom van de landzijde aan. De Britten werden verslagen en gaven zich over op 15 februari 1942. De toenmalige opperbevelhebber generaal Arthur Ernest Percival, verklaarde dat hij tot overgave was gedwongen door een nijpend tekort aan voedsel, water, brandstof en munitie. De capitulatie werd door Winston Churchill de 'grootste ramp en capitulatie in de Britse geschiedenis' genoemd. Zo'n 60.000 soldaten kwamen in Japanse kampen. Bij Changi, waar de huidige luchthaven is gelegen, lag een groot interneringskamp. De Japanse bezetting duurde tot september 1945, waarna het Britse kolonialisme het weer in bezit namen.

## Onafhankelijkheid
In 1959 kreeg Singapore zelfbestuur op bijna alle terreinen, behalve buitenlands beleid en defensie. Lee Kuan Yew werd de premier van de nieuwe stadstaat. Hij liet in 1962 een referendum houden over aansluiting bij Maleisië. In 1963 sloot Singapore zich samen met Sabah en Sarawak aan bij de Maleisische Federatie. Op 9 augustus 1965 werd het echter weer uit de federatie verbannen en werd het een onafhankelijke republiek. Het werd tevens lid van het Britse Gemenebest. Aanleiding waren heftige botsingen tussen de Maleise en de Chinese bevolking van Singapore. Lee Kuan Yew was tegen het bevoorrechten door de Maleise regering van de islamitische Maleiers. In 1964 braken er op de geboortedag van Mohammed heftige rellen uit tussen deze twee bevolkingsgroepen, met tientallen doden tot gevolg. De Maleise premier Tunka Abdul Rahman besloot hierop de banden met de regering van Singapore geheel te verbreken.
In 1954 werd de People's Action Party (PAP) opgericht als samenwerkingsverband tussen de sociaaldemocraten en communisten. Ook Lee Kuan Yew was een van de oprichters. Deze partij zou hierna decennialang aan de macht blijven. De communisten verlieten de partij reeds enkele jaren na de oprichting, nadat zij eerst hadden geprobeerd de leiding over te nemen van de sociaaldemocraten.
Vanaf de jaren 60 werd er een streng beleid van gezinsplanning doorgevoerd; per gezin mochten er niet meer dan twee kinderen komen.
In 1967 maakten de Britten bekend hun militaire aanwezigheid verder te zullen terugschroeven. Hierop moest de Singaporese regering haast maken met het stimuleren van de economische groei, die anders door de Britse terugtrekking een flinke terugslag zou krijgen. Premier Lee wist met hulp van de VS de Britse aanwezigheid nog wat te rekken en kwam overeen het grootste deel van de Britse havenfaciliteiten over te nemen, waarna hij deze liet ombouwen voor commerciële doelen. Vanaf 1967 bemoeide de Singaporese overheid zich steeds meer met de economie en samenleving, bijvoorbeeld door een sterk arbeidsethos op te leggen. Intussen bleef er binnen Singapore sprake van etnische spanningen, vooral door het islamitisch antiglobaal nationalisme van de Singaporese Maleiers.
In 1981 kwam er voor het eerst een eenpersoons oppositiefractie in het parlement: Joshua Jeyaretnam, leider van de Arbeiderspartij. Hij werd echter regelmatig gearresteerd en vervolgd, om in 1986 zijn zetel weer te verliezen. Hij bleef terugkomen en richtte in april 2008 nog een nieuwe partij op, de Hervormingspartij. In september van dat jaar overleed hij echter. Bij de parlementsverkiezingen van 2015 bleef de PAP veruit de grootste partij in het parlement met 83 van de 101 zetels. De Workers' Party haalde evenwel toch 9 zetels.
De onafhankelijkheid van Singapore wordt elk jaar op 9 augustus gevierd tijdens de National Day Parade.
Geschiedenis van:
Afghanistan · 
Armenië · 
Azerbeidzjan · 
Bahrein · 
Bangladesh · 
Bhutan · 
Brunei · 
Cambodja · 
China · 
Filipijnen · 
Georgië · 
India · 
Indonesië · 
Irak · 
Iran · 
Israël · 
Japan · 
Jemen · 
Jordanië · 
Joodse Autonome Oblast · 
Kazachstan · 
Kirgizië · 
Koeweit · 
Korea (Noord-Korea, Zuid-Korea) · 
Laos · 
Libanon · 
Maldiven · 
Maleisië · 
Mongolië · 
Myanmar · 
Nepal · 
Oezbekistan · 
Oman · 
Oost-Timor · 
Pakistan · 
Palestina · 
Qatar · 
Rusland ·  
Saoedi-Arabië · 
Siberië · 
Singapore · 
Sri Lanka · 
Syrië · 
Tadzjikistan · 
Taiwan · 
Thailand · 
Tibet · 
Toeva · 
Turkije · 
Turkmenistan · 
Verenigde Arabische Emiraten · 
Vietnam · 
Xinjiang
Midden-Oosten · Centraal-Azië · Zuid-Azië
- Biblioteca Nacional de España: XX499608
- Library of Congress Control Number: sh89004087
- Nationale Bibliotheek van Israël: 987007553610005171